# 迪士尼大冒险
Windows 10版本由Asobo Studio开发，由Microsoft Studios发行。与2017年10月31日发行。
微软委托THQ Nordic，在PC通过Steam平台发行《迪士尼大冒险》及其他4款游戏。将于2018年9月15日发行。不支持简体中文。
由Frontier Developments和Asobo Studio开发移植，由Microsoft Studios发行。